# چیشا (استان ووتسکی)
چیشا (به لهستانی:  Cisza) یک روستا در لهستان است که در گمینا کلوکی واقع شده‌است. چیشا ۸۰ نفر جمعیت دارد.